# Línea 4 (Salamanca de Transportes)
La línea 4 de la red de Autobuses urbanos de Salamanca une el cementerio de la ciudad con el Barrio de Puente Ladrillo.

## Características
La línea 4 enlaza la zona del cementerio San Carlos Borromeo de Salamanca con el barrio de Los Toreses, pasando por la estación de autobuses de Salamanca, por el Complejo Hospitalario de Salamanca y por la Gran Vía (Salamanca).
Esta línea se trata de una de las 5 líneas originales que comenzaron a dar servicio en el año 1987 con el recorrido Filiberto Villalobos - Puente Ladrillo, trayecto que apenas se vio variado hasta el año 2013, año en el cual se amplió por ambos extremos, por un lado para dar servicio al cementerio y al barrio próximo a este y por el otro para dar servicio al nuevo barrio de Los Toreses.
A pesar de que la línea no ha sufrido modificaciones en sus cabeceras, con la entrada en vigor de la nueva concesión en junio de 2023, la línea pasa a denominarse Cementerio - Puente Ladrillo  recuperando el nombre del barrio de Puente Ladrillo.
Al igual que el resto de las líneas urbanas de la ciudad de Salamanca, está operada por Salamanca de Transportes, perteneciente a Grupo Ruiz.

### Frecuencias
| Lunes a viernes laborables |                |
| de 7:15 a 22:45            | cada 10-15 min |
| Sábados laborables         |                |
| de 8:15 a 22:39            | cada 10-15 min |
| Domingos y festivos        |                |
| de 9:50 a 22:30            | cada 20-30 min |

| Lunes a viernes laborables |                |
| de 7:15 a 22:45            | cada 10-15 min |
| Sábados laborables         |                |
| de 8:21 a 22:45            | cada 10-15 min |
| Domingos y festivos        |                |
| de 9:50 a 22:30            | cada 20-30 min |

NOTA: La última expedición de lunes a sábado finaliza en la Gran Vía.

## Recorrido y paradas

### Sentido Puente Ladrillo
La línea inicia su recorrido en la calle Luis Sala Balust, desde donde inmediatamente toma un giro a la izquierda para realizar una parada en la calle Arquitecto Repullés y Vargas y donde vuelve a girar a la izquierda para bajar por el lateral del cementerio por la avenida Obispo Sancho de Castilla. En la glorieta de Ramiro II toma la avenida de los Maristas, pasando entre la estación de autobuses y el Campus Miguel de Unamuno.
Una vez llegado al final de la avenida de los Maristas, toma el paseo de San Vicente en dirección hacia el río, pasando por los hospitales, girando en la glorieta de los Sanitarios hacia el paseo del Desengaño, paseo de San Gregorio y paseo del Rector Esperabé, en paralelo al curso del río, hasta su cruce con la avenida Reyes de España y la calle San Pablo. A través de las calles San Pablo y Arroyo de Santo Domingo se incorpora a la Gran Vía, recorriéndola de principio a fin.
Tras superar la Gran Vía, en la plaza de España, gira hacia la derecha para subir por el paseo de Canalejas, hasta que gira a la izquierda para continuar por el paseo de San Antonio, el cual recorre hasta alcanzar la glorieta de Cuatro Caminos, frente al Museo del Comercio y la Industria, desde donde tomará el paseo del Rollo, continuando por sus prolongaciones naturales (calles Filipinas y Jesús Arambarri).
En el cruce entre las calles Jesús Arambarri y Fuenteguinaldo toma esta última para internarse por el barrio de Puente Ladrillo, realizando un giro a la derecha para circular por las calles Juan Manso y Castellanos, en las proximidades de la vía del tren.
Finalmente continúa recto por la calle Fortis y Fortunio y gira a la derecha para incorporarse a la cabecera de la calle de los Toreses.
NOTA: La última expedición finaliza de lunes a sábado en la parada señalada en amarillo.
| Código | Parada                                        | Común con       | Otros                                 |
| ------ | --------------------------------------------- | --------------- | ------------------------------------- |
| 342    | Calle Arquitecto Repullés y Vargas, s/n       |                 |                                       |
| 294    | Avenida del Obispo Sancho de Castilla, s/n    |                 |                                       |
| 138    | Avenida de los Maristas, frente instituto     |                 |                                       |
| 99     | Avenida de los Maristas, s/n                  | 14 15           | Transporte Metropolitano de Salamanca |
| 100    | Avenida de los Maristas, 1                    | 14 15           | Transporte Metropolitano de Salamanca |
| 36     | Paseo de San Vicente, 106                     | 5 6 10 11 14 15 | Transporte Metropolitano de Salamanca |
| 335    | Paseo de San Vicente, s/n                     | 6 10 14 15      |                                       |
| 101    | Calle San Gregorio, s/n                       | 8               | Transporte Metropolitano de Salamanca |
| 102    | Paseo del Rector Esperabé, 12                 | 8               |                                       |
| 27     | Gran Vía, 75                                  | 1 3 8 9         |                                       |
| 301    | Gran Vía, 45                                  | 1 3 8 9         | Transporte Metropolitano de Salamanca |
| 28     | Gran Vía, 25                                  | 1 2 3 8 9       |                                       |
| 103    | Paseo de Canalejas, 12                        | 8 13            |                                       |
| 104    | Paseo de San Antonio, 40                      | 8 12            |                                       |
| 105    | Paseo del Rollo, 4                            | 12              |                                       |
| 106    | Paseo del Rollo, s/n frente al parque Picasso | 12              |                                       |
| 108    | Paseo del Rollo, 96                           |                 |                                       |
| 109    | Calle Filipinas, frente 29                    | 7               | Transporte Metropolitano de Salamanca |
| 110    | Calle Jesús Arambarri, frente 23              | 7               |                                       |
| 111    | Calle Jesús Arambarri, 64                     |                 | Transporte Metropolitano de Salamanca |
| 112    | Calle Fuenteguinaldo, 2                       |                 |                                       |
| 113    | Calle Fuenteguinaldo, 28                      |                 |                                       |
| 114    | Calle Juan Manso, 36                          |                 |                                       |
| 309    | Calle de los Toreses, 17                      | 10              |                                       |

### Sentido Cementerio
La línea inicia su recorrido en la calle de los Toreses, desde donde gira a la derecha y posteriormente a la izquierda para incorporarse a Jesús Arambarri, que continuará por sus prolongaciones de la calle de Filipinas y del paseo del Rollo hasta llegar a la glorieta de Cuatro Caminos.
En la glorieta girará para encarar el paseo de San Antonio hasta el cruce con paseo de Canalejas, donde gira a la derecha para bajar hasta la plaza de España y bajar por la Gran Vía, calle en la cual, dependiendo de la expedición, continuará hasta el cruce con la calle Correhuela o continuará hasta el final en la plaza del Concilio de Trento. En el caso de las expediciones hasta las 15:00h. de lunes a sábado, tras girar por la calle Correhuela, vuelve a girar a la izquierda por la calle Pozo Amarillo, por la que llega hasta la plaza del Mercado y plaza del Poeta Iglesias. Tras ello, baja por la calle San Pablo. En el caso del resto de expediciones, tras llegar a la plaza del Concilio de Trento, gira hacia la calle Juan de la Fuente por la que llega hasta la plaza de Colón, donde se incorpora a la calle San Pablo y donde se inicia de nuevo el recorrido común de la línea.
Tras llegar al final de la calle San Pablo, gira hacia los paseos de Rector Esperabé, San Gregorio y Desengaño para iniciar su subida por el paseo de San Vicente al costado de los hospitales. En su cruce con la avenida Filiberto Villalobos, girará a la izquierda, recorriéndola y pasando por la puerta de la estación de autobuses que dejará a su izquierda.
En la glorieta de Filiberto Villalobos, antigua cabecera de la línea, toma un giro a la izquierda por la avenida de Alfonso XI, llegando a la puerta del cementerio, donde girará a la derecha para subir por la avenida del Obispo Sancho de Castilla y llegar a la cabecera de la calle de Luis Sala Balust.
NOTA: Las expediciones hasta las 15:00h. de lunes a sábado realizan su recorrido entre la Plaza del Empresario y el Paseo Rector Esperabé parando en la parada señalada en lila, el resto lo hacen en las señaladas en amarillo, siendo la primera de ellas (Gran Vía, 38) donde finaliza su recorrido la última expedición de lunes a sábado.
| Código | Parada                                        | Común con       | Otros                                 |
| ------ | --------------------------------------------- | --------------- | ------------------------------------- |
| 309    | Calle de los Toreses, 17                      | 10              |                                       |
| 56     | Calle Jesús Arambarri, 109                    |                 | Transporte Metropolitano de Salamanca |
| 115    | Calle Jesús Arambarri, 95                     |                 |                                       |
| 116    | Calle Jesús Arambarri, 73                     |                 |                                       |
| 117    | Calle Jesús Arambarri, 45                     |                 |                                       |
| 118    | Calle Jesús Arambarri, 23                     |                 |                                       |
| 119    | Calle Jesús Arambarri, 23                     |                 |                                       |
| 119    | Calle Filipinas, 29                           | 7               | Transporte Metropolitano de Salamanca |
| 120    | Paseo del Rollo, 99                           | 7               |                                       |
| 122    | Paseo del Rollo, s/n frente al parque Picasso | 12              |                                       |
| 123    | Paseo del Rollo, 5                            | 12              |                                       |
| 124    | Paseo de San Antonio, 21                      | 8 12            |                                       |
| 224    | Paseo de Canalejas, 1                         | 8 13            |                                       |
| 4      | Plaza del Empresario, s/n                     | 1 2 3 8 9       |                                       |
| 76     | Plaza del Mercado, s/n                        | 3               |                                       |
| 222    | Gran Vía, 38                                  | 1 3 8 9         |                                       |
| 333    | Gran Vía, 72                                  | 1 3 8 9         |                                       |
| 125    | Paseo del Rector Esperabé, s/n                | 8               | Transporte Metropolitano de Salamanca |
| 38     | Paseo del Desengaño, s/n                      | 6 10 14         | Transporte Metropolitano de Salamanca |
| 334    | Paseo de San Vicente, s/n                     | 6 10 14         |                                       |
| 39     | Paseo de San Vicente, 101                     | 5 6 10 11 14 15 | Transporte Metropolitano de Salamanca |
| 39     | Avenida de Filiberto Villalobos, 2            | 14 15           | Transporte Metropolitano de Salamanca |
| 127    | Avenida de Filiberto Villalobos, 46           | 14 15           |                                       |
| 128    | Avenida de Filiberto Villalobos, 76           | 7 15            |                                       |
| 98     | Avenida de Filiberto Villalobos, frente 129   |                 |                                       |
| 57     | Avenida del Obispo Sancho de Castilla, s/n    |                 |                                       |
| 295    | Calle de Luis Sala Balust, 34                 |                 |                                       |
| 342    | Calle Arquitecto Repullés y Vargas, s/n       |                 |                                       |